# Aimé Gori
Aimé Gori est un footballeur français né le 4 avril 1936 à Serémange-Erzange (Moselle) et décédé le 11 février 2002 à Gap. 
Il a été milieu de terrain aux Girondins de Bordeaux: il a perdu le 10 mai 1964 à Colombes, une finale de la Coupe de France contre l'Olympique lyonnais, 2 à 0. Il a été un excellent buteur : il a marqué 44 buts en Division 1. Il termine sa carrière de 1965 à 1967, au Stade de Reims avant de se tourner vers le football amateur en jouant en Bretagne dans des clubs comme l'US La Gacilly ou le Stade Quiberonnais avec qui il remporte notamment la coupe de l'ouest 1977.

## Palmarès
- Vice-champion de France en 1965 avec les Girondins de Bordeaux
- Finaliste de la Coupe de France en 1964 avec les Girondins de Bordeaux
- Champion de France D2 en 1960 avec le FC Grenoble
- Champion de France D2 en 1966 avec le Stade de Reims
- Challenge des champions 1966 avec le Stade de Reims[5].
- Vainqueur de la Coupe de L'ouest en 1977 avec le Stade Quiberonnais.